# Le Vaudreuil
Le Vaudreuil é uma comuna francesa na região administrativa da Normandia, no departamento de Eure. Estende-se por uma área de 14,19 km². Em 2010 a comuna tinha 3 784 habitantes (densidade: 266,7 hab./km²).